# María-Esther Vidal
María-Esther Vidal là giáo sư người Venezuela tại Khoa Khoa học Máy tính của Đại học Simón Bolívar từ năm 2005 và trợ lý trưởng khoa nghiên cứu và phát triển khoa học ứng dụng và kỹ thuật từ năm 2011. Bà hiện đang lãnh đạo Tập đoàn Web Semantic, bao gồm các thành viên từ nhiều lĩnh vực như như cơ sở dữ liệu, hệ thống phân tán và trí tuệ nhân tạo, và có nghiên cứu tập trung vào giải quyết các vấn đề từ các lĩnh vực nói trên.
Esther Vidal tốt nghiệp kỹ sư máy tính tại Đại học Simón Bolívar năm 1987, với bằng thạc sĩ khoa học máy tính năm 1991 và là bác sĩ khoa học máy tính vào năm 2000. Từ năm 1995 đến 1999, bà là trợ lý nghiên cứu khoa của Viện nghiên cứu máy tính nâng cao (UMIACS) tại Đại học Maryland. Năm 2011, bà trở thành giám đốc chỉ đạo phát triển giảng viên của Đại học Simón Bolívar. Từ năm 1988, bà đã tư vấn và cố vấn cho hơn 80 sinh viên: 65 sinh viên đại học, 10 thạc sĩ và 7 tiến sĩ. Là một nghiên cứu sinh, bà đã làm việc với Louiqa Raschid từ Đại học Maryland, College Park.